# Grallaricula cumanensis
El ponchito de Sucre (en Venezuela) (Grallaricula cumanensis), es una especie de ave paseriforme de la familia Grallariidae perteneciente al género Grallaricula. Es endémico de Venezuela. 

## Distribución y hábitat
Se distribuye en las montañas costeras del norte (Estado Anzoátegui, Sucre y Monagas y noreste (Península de Paria) de Venezuela.
Habita en el sotobosque (hasta 2-3 m del suelo) de selvas montanas húmedas con abundancia de epífitas entre 600 y 1850 m s. n. m. de altitud.

## Estado de conservación
Esta especie ha sido calificada como vulnerable por la Unión Internacional para la Conservación de la Naturaleza (IUCN), debido a que su probablemente pequeña población total, no estimada, se presume en decadencia, en línea con la reducción de su ya pequeña área de distribución (es conocida por apenas siete locales diferentes) y de su hábitat, impactado por las mudanzas de las técnicas de agricultura y la conversión para plantaciones.

### Acciones de conservación
El ponchito de Sucre ocurre en áreas formalmente protegidas como el Parque nacional Península de Paria y el Parque nacional El Guácharo; el macizo de Turimiquire, donde también ocurre, también es área de protección, pero en la práctica, la situación legal no está aplicada.

## Sistemática

### Descripción original
La especie G. cumanensis fue descrita por primera vez por el ornitólogo alemán Ernst Hartert en 1900 bajo el mismo nombre científico.

### Taxonomía
La presente especie fue separada de Grallaricula nana, siguiendo los estudios biométricos, de plumaje y de voz de Donegan, 2008, lo que fue aprobado por la Propuesta N° 421A al South American Classification Committee (SACC).

### Subespecies
Según la clasificación del Congreso Ornitológico Internacional (IOC) (Versión 6.2, 2016)  y Clements Checklist v.2015,  se reconocen 2 subespecies, con su correspondiente distribución geográfica:
- Grallaricula cumanensis cumanensis Hartert, 1900 - montañas costeras del norte de Venezuela (Anzoátegui, Sucre y Monagas).
- Grallaricula cumanensis pariae Phelps,WH & Phelps, WH Jr., 1949 - montañas subtropicales de la península de Paria, en el noreste de Venezuela.